# Armstrong Whitworth F.K.8
Die F.K.8 Big Ack war ein britisches Militärflugzeug zur Zeit des Ersten Weltkriegs.

## Geschichte
Der niederländische Flugzeugkonstrukteur Frederick Koolhoven hatte bereits umfangreiche Erfahrungen bei der französischen Firma Deperdussin sammeln können, bevor er Chefkonstrukteur der britischen Flugzeugwerke Armstrong-Whitworth Ltd. wurde.
Dort konstruierte er 1915 das in rund 400 Exemplaren gebaute zweisitzige Doppeldecker-Mehrzweckflugzeug F.K.3 (F und K stehen für Koolhoovens Initialen). Da sich die zumeist als Aufklärer verwendete Maschine als gelungen erwies, entwickelte man sie zur F.K.8 weiter.
Gegenüber ihrem Vorgänger war die im Mai 1916 fertiggestellte F.K.8 etwas vergrößert worden, im Vergleich mit anderen Mustern jener Zeit fallen die großen Quer- und Seitenruder auf. Im Januar 1917 kamen die ersten Maschinen zu den britischen Frontstaffeln in Frankreich, wo sie auch bis zum Kriegsende als Aufklärer, Beobachtungs- und Feuerleitflugzeug, als Tag- und Nachtbomber sowie als Schlachtflugzeug Verwendung fanden. Die F.K.8 galt als leistungsfähiges und kampfstarkes Flugzeug, das es auch mit Jagdflugzeugen aufnehmen konnte.
Bis Juli 1918 wurden in zwei Werken rund 1.650 F.K.8 gebaut. Per 31. Oktober 1918 waren in den britischen Fliegerstaffeln noch 694 F.K.8 vorhanden, von denen sich rund 200 in Frankreich befanden. Nach dem Ersten Weltkrieg wurden zahlreiche Maschinen in Großbritannien und Australien für zivile Aufgaben genutzt.

## Militärische Nutzung
Königreich Hedschas
2 Exemplare
 Paraguay
- Fuerza Aérea Paraguaya

 Vereinigtes Königreich
- Royal Flying Corps / Royal Air Force

## Technische Daten
| Kenngröße             | Daten                                                                             |
| --------------------- | --------------------------------------------------------------------------------- |
| Länge                 | 9,58 m                                                                            |
| Spannweite            | 13,26 m                                                                           |
| Höhe                  | 3,33 m                                                                            |
| Tragflügelfläche      | 50,17 m²                                                                          |
| Leermasse             | 869 kg                                                                            |
| maximale Startmasse   | 1275 kg                                                                           |
| Triebwerk             | ein wassergekühlter 6-Zylinder-Reihenmotor Beardmore 120 hp, 120 PS Startleistung |
| Höchstgeschwindigkeit | 150 km/h in 2.438 m 153 km/h in Bodennähe                                         |
| Steigzeit             | auf 610 m: 3 min 30 s auf 1980 m: 19 min                                          |
| Dienstgipfelhöhe      | 3962 m                                                                            |
| maximale Flugdauer    | 3 h                                                                               |
| Bewaffnung            | 2 MG 7,7 mm (Vickers bzw. Lewis), 73 kg Bomben                                    |
| Besatzung             | 2                                                                                 |